# ロバート・カークマン
ロバート・カークマン（Robert Kirkman）は、アメリカの漫画家（脚本家）、実業家。
『ウォーキング・デッド』、『Invincible』、『Ultimate X-Men』、『マーベル・ゾンビーズ』などの作品で知られる他、トッド・マクファーレンと共に『Haunt』も描いた。
イメージ・コミックの6人のパートナーのうちの1人であり、唯一同社の共同設立者ではない人物である。

## キャリア
2000年、スーパーヒーロー・パロディコミック『Battle Pope』（作画:トニー・ムーア）を自費出版してコミック界にデビューした。
2003年、ムーアと共にグラフィックノベル『ウォーキング・デッド』の出版を開始した。ムーアは締め切りに苦労して降板し、第7号よりチャーリー・アドラードに代わった。
同年、カークマンとコリー・ウォーカーはイメージ・コミックで新たなヒーロー作品『Invincible』を創造した。後に締め切りの遅れのためにウォーカーは降板し、ライアン・オットリーに代わった。2005年にパラマウント映画が映画化権を獲得し、カークマンを脚本家として雇ったが、未だ実現に至っていない。
カークマンは1990年代の『Sleepwalker』を復活させるためにマーベル・コミックに雇われたが、シリーズの出版は中止された。その第1話のみ、『Epic Anthology』第1号（2004年）に収録された。
2010年、プロデューサーのデヴィッド・アルパートと共に、コミックを含む各種マルチメディアのパブリッシング（出版・販売）を行なう『Skybound Entertainment』を創立し、カークマンは会長（Chairman）に就任。同年、『ウォーキング・デッド』はテレビドラマ化され、パイロット版はフランク・ダラボンが監督した。カークマンは第1シーズン第4話「弱肉強食」など数回脚本を書いている。
2016年に『アウトキャスト』がテレビドラマ化され、カークマンは数回脚本を書いている。

## 私生活
カークマンは現在ケンタッキー州に住んでいる。息子にはスパイダーマンの本名に因んでピーター・パーカー・カークマンと名付けている。

## ビブリオグラフィ

### 初期
全てカークマンの会社であるFunk-O-Tronより出版
- Battle Pope #1-13 (トニー・ムーア、マット・ロバーツ、ジョンボーイ・マイヤーズ、コリー・ウォーカー、E・J・スー、2000–2002)
- Battle Pope Presents: Saint Michael #1-3 (テリー・スティーヴンス、2001)

### イメージ・コミック
- SuperPatriot:
  - SuperPatriot: America's Fighting Force #1-4 (コリー・ウォーカー、2002)
  - SuperPatriot: War on Terror #1-4 (E・J・スー、2004-2007)
- Tech Jacket #1-6 (E・J・スー、2002-2003)
- Invincible (コリー・ウォーカー、ライアン・オットリー、2003-...)
- Masters of the Universe #1-3
- Capes #1-3 (マーク・イングラート、2003)
- Tales of the Realm #1-5 (マット・タイリー、MVクリエーションズ、2003-2004)
- ウォーキング・デッド The Walking Dead (トニー・ムーア、チャーリー・アドラード、2003-2019)
- Noble Causes #2: "Rite of Passage" (コリー・ウォーカー、2004)
- Youngblood: Imperial (マラー・マイケルズ、アーケード（英語版）、ワンショット、2004)
- Savage Dragon: God War #1-4 (マーク・イングラート、2004-2005)
- Four Letter Worlds: "Blam" (マット・ロバーツ、グラフィックノベル、TPB、144頁、2005、ISBN 1-5824-0439-9)
- Image Holiday Special '05: "The Walking Dead" (チャーリー・アドラード、ワンショット、2005)
- Suprema: Supreme Sacrifice (ジョン・マリン、アーケード、ワンショット、2006)
- The Astounding Wolf-Man (ジェイソン・ハワード、2007–2010)
- Image United
- Sea Bear & Grizzly Shark: "The Origin of the Bear, and the Origin of the Shark" (ジェイソン・ハワード、ライアン・オットリー、2010)
- Guardians of the Globe #1-6 (ベニート・J・セレーノ三世、ランサム・ゲッティ、クリス・アンカ、2010–2011)
- スポーン Spawn #200: "Prologue" (脚本・画、2011)
- Outlaw Territory: "Man on a Horse: A Dawson Brothers Tale" (ショーン・オニール、アンソロジー・グラフィックノベル、TPB、240頁、2011、ISBN 1-6070-6321-2)
- Super Dinosaur #1-ongoing (ジェイソン・ハワード、2011-...)
- The Infinite #1-ongoing (ロブ・リーフェルド、2011-...)

### マーベル・コミック
- Epic Anthology: "Sleepwalker: New Beginnings" (カリー・ランドルフ、エピック・コミックス（英語版）、2004)
- X-Men Unlimited #2: "All the Rage" (タケシ・ミヤザワ、2004)
- Spider-Man Unlimited #4: "Love Withdrawal" (コリー・ウォーカー、2004)
- キャプテン・アメリカ Captain America #29-32: "Super Patriot" (スコット・イートン、2004)
- Jubilee #1-6 (デネク・ドノヴァン、2004)
- Marvel Team-Up (スコット・コリンズ、ジェフ・ジョンソン、パコ・メディソン、コリー・ウォーカー、アンディ・クーン、ロジャー・クルス、2005–2007)
- Fantastic Four: Foes #1-6 (クリフ・ラスブーン、2005)
- Amazing Fantasy #15: "Monstro" (カリー・ランドルフ、2006)
- What If?.. featuring Thor (マイケル・アヴォン・オエミング、ワンショット、2006)
- マーベル・ゾンビーズ Marvel Zombies
- アルティメット X-MEN Ultimate X-Men #66-93, Annual #2
- New Avengers: America Supports You: "Time Trouble" (アレックス・チャン、スコット・ヘプバーン、ワンショット、2006)
- The Irredeemable Ant-Man (フィル・ヘスター、コリー・ウォーカー、2006–2007)
- Destroyer #1-5 (コリー・ウォーカー、2009)
- X-Force Annual #1 (ジェイソン・ピアソン、2010)

### その他の出版社
- 9-11 vol.1: "Untitled" (トニー・ムーア、アンソロジー グラフィックノベル、TBP、196頁、ダークホース、2002、ISBN 1-5638-9881-0)
- トップ・カウ:
- Tales of Army of Darkness: "Weekend Off" (ライアン・オットリー、ダイナマイト（英語版）、ワンショット、2006)

## フィルモグラフィ
- ウォーキング・デッド The Walking Dead (2010-2022) 原作・製作総指揮
  - 第1シーズン第4話 「弱肉強食」 "Vatos" (2010) 脚本
  - 第2シーズン第1話 「長い旅路の始まり」 "What Lies Ahead" (2011) 脚本（アーデス・ベイと共同）
  - 第2シーズン第13話 「壊れゆく人格」"Beside the Dying Fire" (2012) 脚本（グレン・マザラと共同）
- 宇宙人ポール Paul (2011) カメオ出演
- フィアー・ザ・ウォーキング・デッド Fear the Walking Dead (2015-2023) 原作・製作総指揮
  - 第1シーズン第1話　「パイロット版.異変」 "Pilot" (2015) 共同脚本
  - 第1シーズン第6話　「善者/悲痛の選択」 "The Good Man" (2015) 共同脚本
- アウトキャスト
  - 第1シーズン第1話 「選ばれし者」
  - 第1シーズン第4話 「蘇る悪夢」
- ウォーキング・デッド: ワールド・ビヨンド The Walking Dead: World Beyond (2020-2021) 原作・製作総指揮
- インビンシブル ～無敵のヒーロー～ Invincible (2021) 原作・製作総指揮
- ウォーキング・デッド: ダリル・ディクソン The Walking Dead: Daryl Dixon (2023-) 製作総指揮